# Nieda
Nieda je řeka 2. řádu na jihu Litvy v Dzūkiji, v okrese Lazdijai (Alytuský kraj), pravý přítok řeky Baltoji Ančia. Vytéká z jezera Niedus, které je průlivem spojeno s jezerem Veisiejis. Přítok tohoto jezera jménem Zapsė je někdy považován za horní tok řeky Nieda, v takovém případě by její celková délka byla přes 26 km. Výtok z jezera Niedus je rozšířený, protože po roce 1956, kdy byla na řece postavena hráz vodní elektrárny v Kapčiamiestisu, stoupla hladina řeky asi o 3 m a horní tok se prakticky spojil s jezerem Niedus, jehož hladina také stoupla o 2,5 - 3 m, stejně jako s ním spojeného jezera Veisiejis, průliv mezi nimi se rozšířil a jezero Veisiejis se spojilo s dříve oddělenými jezery Uosis, Dumblis a Naudoris. Značná část toku probíhá městem Kapčiamiestis a to jak nad elektrárnou, tak pod elektrárnou, která je v ulici Eigulių. Celkový průběh toku je ve směru jihovýchodním, mírně meandrující. Vlévá se do řeky Baltoji Ančia na jižním okraji města Kapčiamiestis, 23,2 km od jejího soutoku s Němenem.

## Přítoky
Protože hlavním zdrojem vod této řeky jsou jezera Niedulis, Veisiejis a jejich přítoky, jsou tyto přítoky uvedeny také zde.
- do jezera Veisiejis:

| Hydrologické pořadí | Řeka                             | Délka (km) | Povodí (km²) | Ústí kde   | Koordináty ústí                 |
| ------------------- | -------------------------------- | ---------- | ------------ | ---------- | ------------------------------- |
| 10010265            | průliv do jezera Niedus          | 0,7        |              | Palačionys | 54°0′50″ s. š., 23°35′31″ v. d. |
| 10010274            | Zapsė                            |            |              | Aradninkai | 54°4′45″ s. š., 23°34′51″ v. d. |
|                     | spojka z jezera Aradninkų ežeras |            |              | Aradninkai | 54°4′39″ s. š., 23°35′43″ v. d. |
|                     | spojka z jezera Kaviškis         |            |              | Subačiai   | 54°0′44″ s. š., 23°35′19″ v. d. |
| 10010272            | průliv z jezera Uosis            | 0,3        |              | Burbai     | 54°2′9″ s. š., 23°35′51″ v. d.  |

- do jezera Uosis (spojeného s jezerem Veisiejis:

| Hydrologické pořadí | Řeka     | Délka (km) | Povodí (km²) | Ústí kde | Koordináty ústí                 |
| ------------------- | -------- | ---------- | ------------ | -------- | ------------------------------- |
| 10010273            | Bradelis |            |              | Burbai   | 54°1′58″ s. š., 23°42′37″ v. d. |

- do jezera Dumblis (spojeného s jezerem Niedus:

| Hydrologické pořadí | Řeka  | Délka (km) | Povodí (km²) | Ústí kde | Koordináty ústí                 |
| ------------------- | ----- | ---------- | ------------ | -------- | ------------------------------- |
| 10010264            | D - 1 |            |              | Nasūtai  | 54°1′36″ s. š., 23°38′20″ v. d. |

- do řeky Nieda se vlévá jeden nevýznamný pravý přítok v Kapčiamiestisu.